# السعودية في بطولة العالم لألعاب القوى 2015
المملكة العربية السعودية أحد المنافسين في بطولة العالم لألعاب القوى 2015 في بكين، الصين، من 22-30 أغسطس 2015.

## النتائج
(q-مؤهل، NM-لا علامة، SB – الموسم أفضل)

### الرجال
أحداث مسار الميدان والمضمار
| رياضي       | الحدث           | حرارة    | حرارة  | نصف النهائي | نصف النهائي | النهائي         | النهائي         |
| رياضي       | الحدث           | النتيجة  | الرتبة | النتيجة     | الرتبة      | النتيجة         | الرتبة          |
| ----------- | --------------- | -------- | ------ | ----------- | ----------- | --------------- | --------------- |
| يوسف مسرحي  | على بعد 400 متر | 43.93 AR | 1 Q    | 44.40       | 2 Q         | 45.15           | 8               |
| علي الديران | على بعد 800 متر | 1:47.65  | 3 Q    | 1:48.71     | 6           | Did not advance | Did not advance |

الأحداث الميدانية
| رياضي             | الحدث        | المؤهلات | المؤهلات | النهائي         | النهائي         |
| رياضي             | الحدث        | المسافة  | المنصب   | المسافة         | المنصب          |
| ----------------- | ------------ | -------- | -------- | --------------- | --------------- |
| أحمد فايز الدوسري | الوثب الطويل | 7.63     | 25       | Did not advance | Did not advance |